# Astor Row

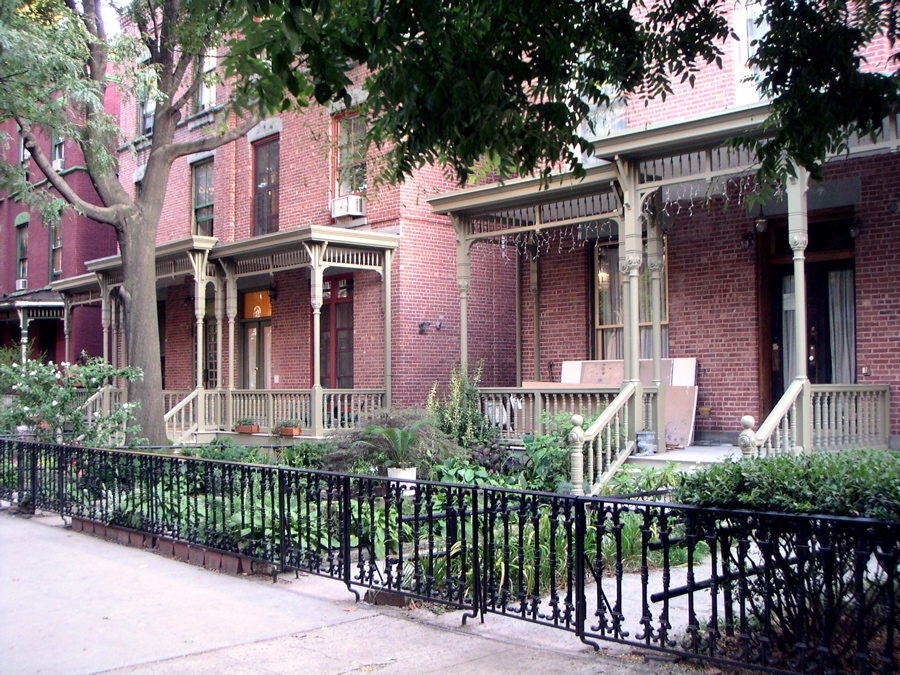
Astor Row, Harlem

Astor Row és el nom donat al carrer 130 al barri de Harlem a New York. Es troba entre la Cinquena Avinguda i la Lenox Avenue. El seu nom ve de les rengleres de cases («rows» en anglès) alineades a la banda sud del carrer. La seva arquitectura és original: posseeixen un porxo de fusta i s'assemblen a les de Savannah. Van ser construïdes per l'arquitecte Charles Buek entre 1880 i 1883, sobre un terreny comprat per John Jacob Astor el 1844 per 10000 dòlars. Van restar en el patrimoni de la família Astor fins a 1911. El 1932, Father Divine, el líder del Father Divine's International Peace Mission Movement, vivia al costat nord del carrer. Amb la decadència del barri (1930-1980), les cases van ser deixades a l'abandonament. El 1981, la municipalitat va classificar la renglera de cases ( landmarks) i va posar fons per restaurar les seves façanes i per modernitzar-les. El 1992, Ella Fitzgerald va oferir un concert al Radio City Music Hall per aconseguir més finançament. La restauració es va acabar al final dels anys 1990.